# Villa El Chocón
Villa El Chocón est une ville d'Argentine située au sud-est de la province de Neuquén, dans le département de Confluencia.

## Géographie
La ville se trouve sur la rive nord du lac Ezequiel Ramos Mexía, à moins de deux km du barrage d'El Chocón, dans une région semi-désertique correspondant à la partie nord-ouest de la meseta de Patagonie, à quelque 70 km de la capitale provinciale Neuquén.
On y accède par la route nationale 237 qui traverse la localité.

## Population
La population de la ville se montait à 957 habitants en 2001. La croissance atteignait ainsi 34 % par rapport au recensement de 1991.

## Tourisme - Le Museo Ernesto Bachmann
Le Museo Ernesto Bachmann (ou Museo Paleontológico Ernesto Bachmann) fut créé à la suite de la découverte en ces lieux en juillet 1993 par Rubén Darío Carolini, du Giganotosaurus carolinii, un des dinosaures carnivores les plus grands du monde, de taille semblable au fameux Tyrannosaurus. 

Le musée fut inauguré le 19 juillet 1997. On peut y voir le premier fossile de ce reptile, fort bien conservé, ainsi que d'autres restes d'autres reptiles fossiles.
Il y a bien d'autres attractions touristiques aux alentours, comme le barrage d'El Chocón et son port, le parcours du Cañadón Escondido, les traces de pas de dinosaures, le site de Los Gigantes du lac Ezequiel Ramos Mexía.

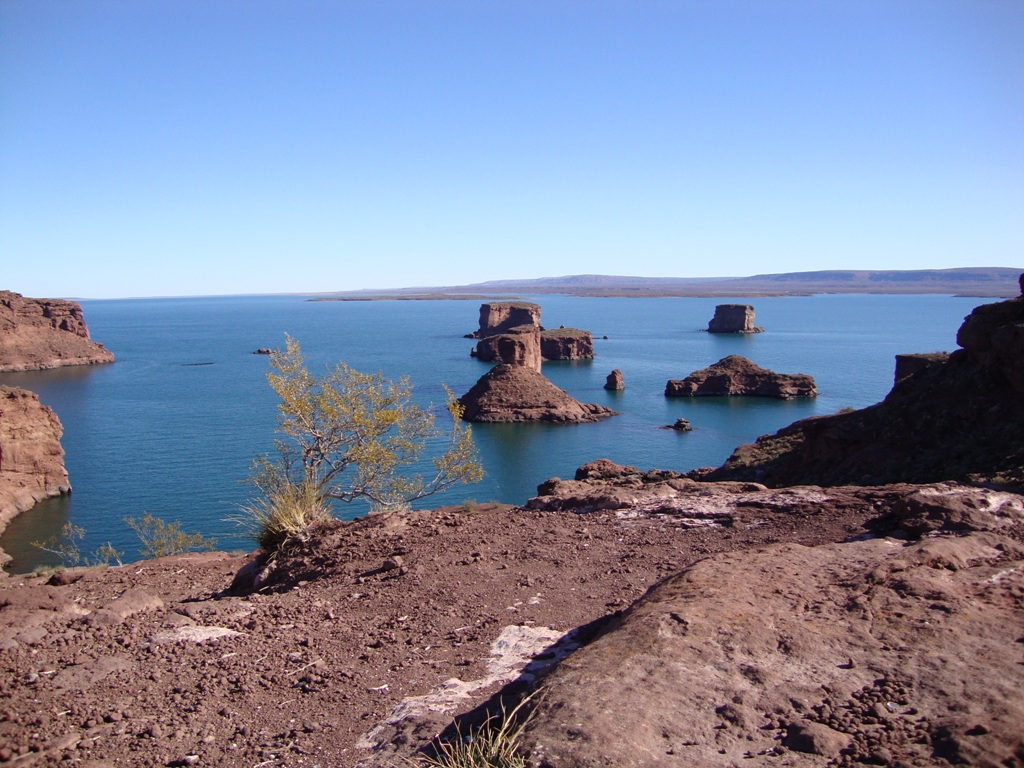
Le site dit de Los Gigantes.